# The Blue God
«The Blue God» (в переводе с англ. — «Печальный бог») — второй студийный альбом британской исполнительницы Мартины Топли-Бёрд, выпущенный 12 мая 2008 года.

## Список композиций
1. «Phoenix» — 3:47
2. «Carnies» — 3:08
3. «April Grove» — 3:31
4. «Something To Say» — 3:26
5. «Baby Blue» — 2:26
6. «Shangri La» — 3:47
7. «Snowman» — 2:34
8. «Da Da Da Da» — 2:23
9. «Valentine» — 3:36
10. «Poison» — 2:57
11. «Razor Tongue» — 3:53
12. «Yesterday» — 3:41

## Над альбомом работали
- Мартина Топли-Бёрд — вокалистка, композитор, автор текстов
- Danger Mouse — продюсирование, сведение, композитор
- Kennie Takahashi — сведение
- Josh Klinghoffer — композитор
- James Barbour — музыка («April Grove»)
- Rick Guest — фотограф
- House@Intro, London — дизайн, оформление